# Peñacerrada
Peñacerrada (cooficialmente en euskera: Urizaharra) es un municipio español de la provincia de Álava, en la comunidad autónoma del País Vasco.

## Historia

### Restos arqueológicos
Dentro del municipio se encuentra el yacimiento arqueológico de las Yurdinas, una cueva natural que incluye restos funerarios.

### Primeras menciones escritas
El documento conocido como Reja de San Millán de 1025 menciona una extensa lista de localidades alavesas indicando los diezmos que estas pagaban al Monasterio de San Millán de La Rioja. Este documento permite establecer la extensión que tenía Álava en el siglo XI, los distritos o alfoces en los que se dividía, así como las poblaciones que existían por aquel tiempo y los nombres que tenían.
Varios de los pueblos comprendidos en el actual municipio de Peñacerrada aparecen mencionados por primera vez en este documento. Son las aldeas de Zumento (Cimentu), Baroja (Barolha), Loza, Aima (Alma) y Faido (Paldu), que se mencionan integradas en el alfoz alavés de Rivo de Ivita, junto con otras localidades que en su mayor parte se encuentran actualmente en el Condado de Treviño. Cada una de estas cinco localidades contribuía al Monasterio con el tributo de una reja de hierro.

### Fundación de Peñacerrada
Peñacerrada no se menciona en la Reja de San Millán de 1025, tal vez porque se encontraba fuera de los límites del territorio alavés de la época. La tradición manda que la población fue fundada en el siglo VIII cuando sus primeros moradores se instalaron en el término conocido como Urizarra, nombre que significa en lengua vasca Villa vieja. El emplazamiento original de la población se encontraba al noreste de la actual población, en la margen opuesta del río Inglares y sobra la cumbre rocosa de un cabezo.  En la actual se conservan las ruinas de un castillo en ese emplazamiento.
En el año 1295 Peñacerrada aparece como villa de la Hermandad General de los Consejos de Castilla, sin que se sepa la fecha concreta en que fue aforada, aunque puede considerarse la de 1256 como fecha más probable, ya que ese año se fundaron las villas de Salvatierra y Santa Cruz de Campezo.
En 1377 el rey Enrique II de Castilla cedió las villas alavesas de Peñacerrada, Lagrán y Marquínez a Diego Gómez Sarmiento, que fue mariscal de Castilla y adelantado mayor de Castilla y de Galicia y estaba casado con Leonor Enríquez de Castilla, señora de Salinas de Añana y nieta del rey Alfonso XI de Castilla. Y el historiador Hegoi Urcelay Gaona señaló que la villa de Peñacerrada le fue cedida al mariscal Diego Gómez Sarmiento junto con todos sus derechos, rentas, justicia civil y criminal y el mero y mixto imperio.

## Demografía
Peñacerrada cuenta con una población de 302 habitantes (INE 2024).
| Gráfica de evolución demográfica de Peñacerrada entre 1842 y 2021 |
| |
| Población de derecho según los censos de población del INE Población de hecho según los censos de población del INEEn estos censos se denominaba Peñacerrada: 1842, 1857, 1860, 1877, 1887, 1897, 1900, 1910, 1920, 1930, 1940, 1950, 1960, 1970, 1981 y 1991 |

| Gráfica de evolución demográfica de Peñacerrada entre 1842 y 2017                                        |
| |
| Población de derecho según los censos de población del INE. Población según el padrón municipal de 2017. |

### Población por núcleos
Desglose de población según el Padrón Continuo por Unidad Poblacional del INE.
| Núcleos     | Habitantes (2013) | Varones | Mujeres |
| ----------- | ----------------- | ------- | ------- |
| Baroja      | 31                | 21      | 10      |
| Faido       | 17                | 10      | 7       |
| Loza        | 20                | 11      | 9       |
| Montoria    | 17                | 8       | 9       |
| Payueta     | 62                | 39      | 23      |
| Peñacerrada | 122               | 76      | 46      |

## Administración y política

### Gobierno municipal
| Partido político                                              | 2015  | 2015       | 2011  | 2011       | 2007  | 2007       | 2003        | 2003        | 1999  | 1999       | 1995  | 1995       | 1991  | 1991       |
| Partido político                                              | %     | Concejales | %     | Concejales | %     | Concejales | %           | Concejales  | %     | Concejales | %     | Concejales | %     | Concejales |
| Agrupación Municipal Independiente (AMI)                      | 56,59 | 4          | 66,86 | 6          | 63,24 | 5          | 56,85       | 4           | —     | —          | —     | —          | —     | —          |
| Euzko Alderdi Jeltzalea-Partido Nacionalista Vasco (EAJ-PNV)  | 37,91 | 3          | —     | —          | 27,03 | 2          | 35,53       | 3           | 56,41 | 5          | 55,23 | 4          | 62,50 | 5          |
| Partido Popular del País Vasco (PP)                           | 4,95  | 0          | 21,89 | 1          | 7,03  | 0          | —           | —           | 5,13  | 0          | —     | —          | —     | —          |
| Partido Socialista de Euskadi-Euskadiko Ezkerra (PSE-EE PSOE) | —     | —          | 6,51  | 0          | 2,16  | 0          | 2,54        | 0           | —     | —          | —     | —          | 19,85 | 0          |
| Unidad Alavesa (UA)                                           | —     | —          | —     | —          | —     | —          | 3,05        | 0           | 27,69 | 0          | 32,56 | 1          | —     | —          |
| Euskal Herritarrok (EH)-Herri Batasuna (HB)                   | —     | —          | —     | —          | —     | —          | Ilegalizado | Ilegalizado | 22,56 | 0          | 28,49 | 0          | —     | —          |

La alcaldía correspondió a Edorta Alonso Pinedo, de Agrupación Municipal Independiente.

#### Evolución de la deuda viva municipal
El concepto de deuda viva contempla sólo las deudas con cajas y bancos relativas a créditos financieros, valores de renta fija y préstamos o créditos transferidos a terceros, excluyéndose, por tanto, la deuda comercial. Entre los años 2008 a 2023 este Ayuntamiento no ha tenido deuda viva.

### Organización territorial
El municipio está formado por 7 pueblos, que a su vez forman 6 concejos:
- Baroja, formado por las localidades de Baroja y Zumento (en euskera y oficialmente Zumentu).
- Faido (oficialmente Faido/Faidu)
- Loza
- Montoria
- Payueta (oficialmente Payueta/Pagoeta)
- Peñacerrada (oficialmente Peñacerrada-Urizaharra), capital del municipio.

## Cultura

### Patrimonio material

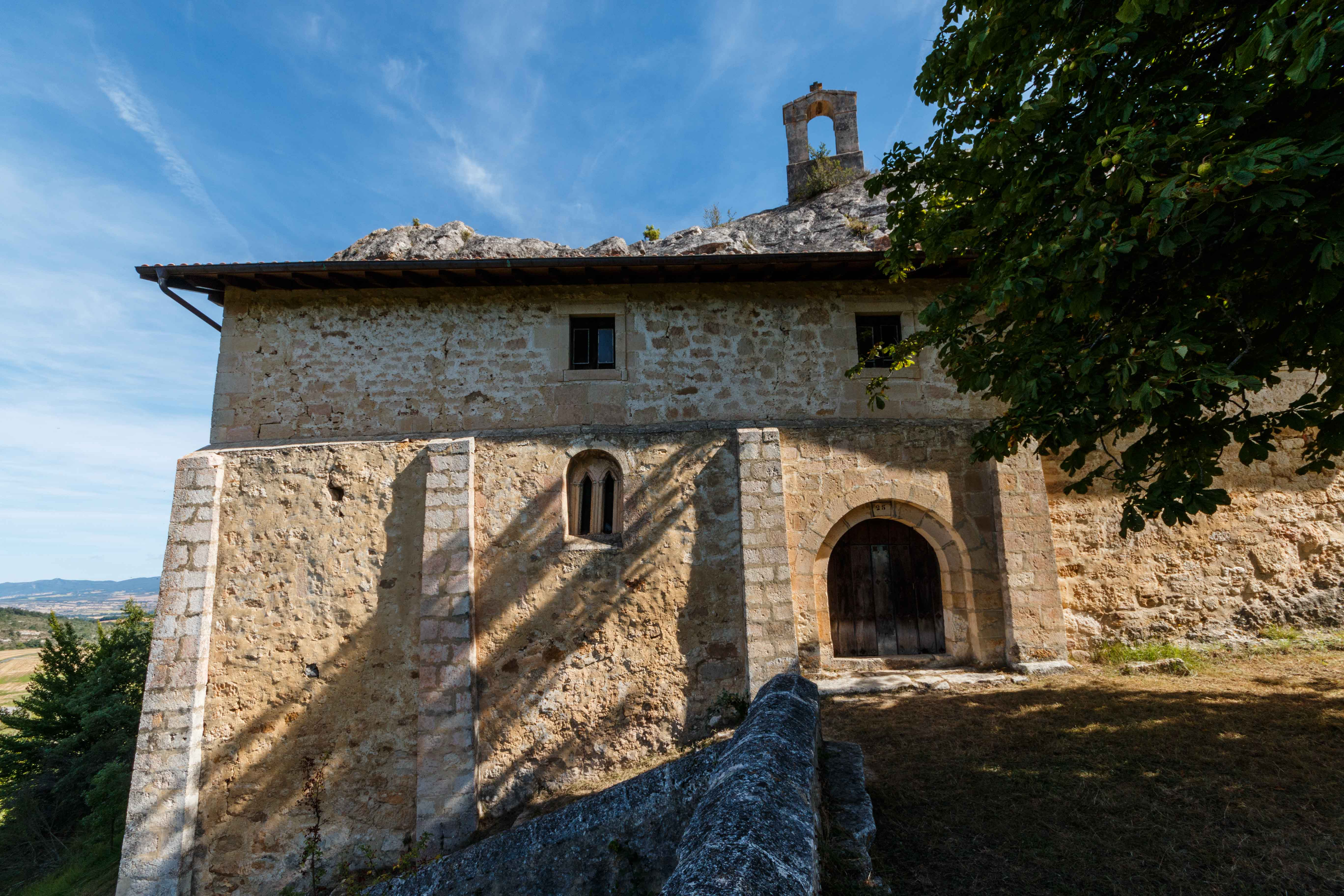
La Peñako Andramariaren Eliza 6

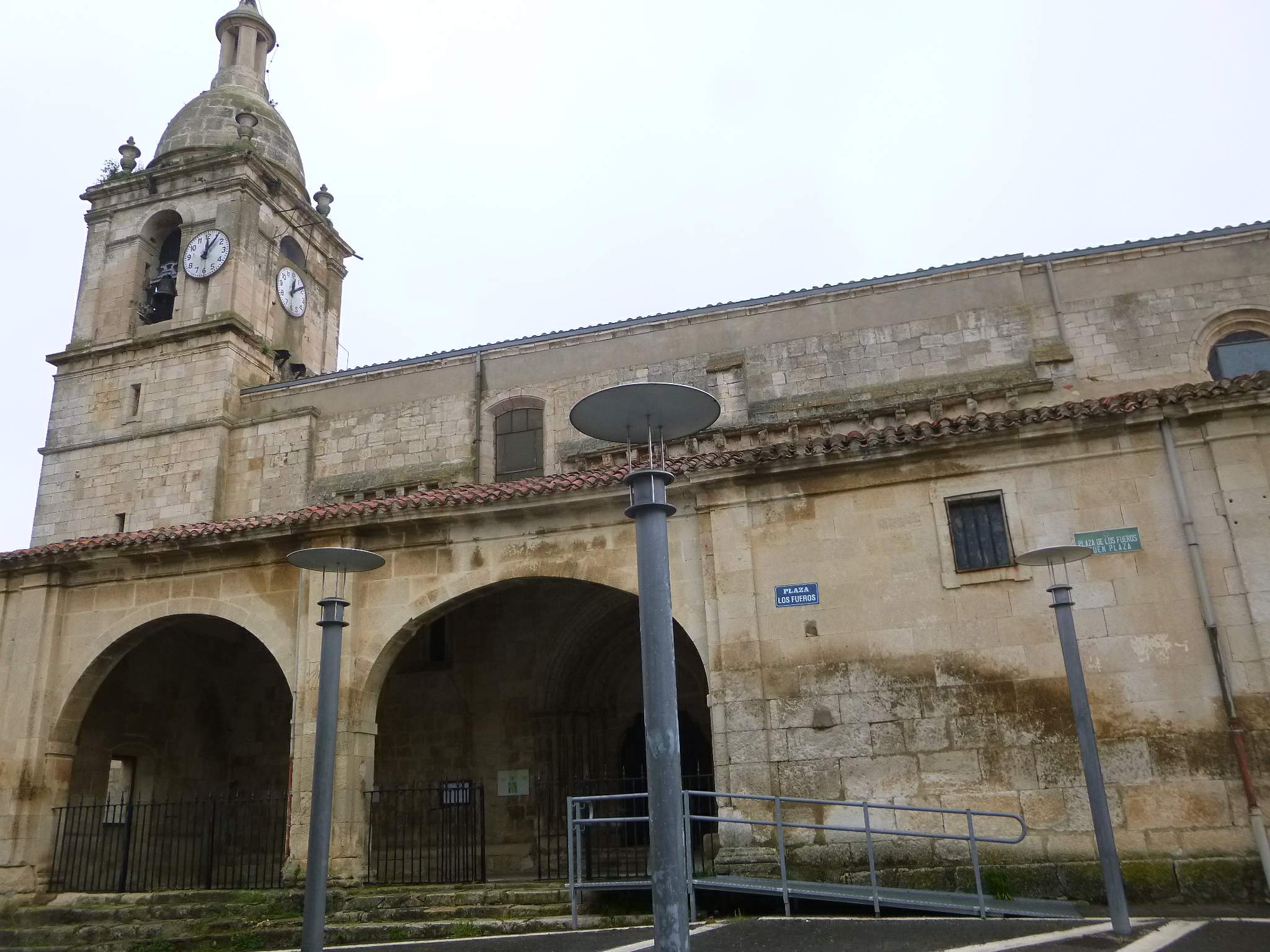
Peñacerrada - Iglesia de Nuestra Señora de la Asunción 12

- La Peñako Andramariaren Eliza 6Iglesia de Nuestra Señora de la Peña. Está declarada bien de interés cultural. Ubicada en las Grutas de Kruzia en Faido, esta iglesia rupestre combina una estructura excavada en la roca con un vestíbulo de mampostería que incluye un ventanal gótico primitivo. Su planta rectangular se cubre con una bóveda de medio cañón e incorpora un baptisterio, nicho y coro, también excavados. En el exterior, destacan dos pisos y una espadaña sobre la peña, además de restos de un templo rupestre anterior. Conserva un retablo de piedra del siglo XVIII, pinturas murales del siglo XVI y sepulturas, reflejo de su uso como necrópolis, refugio de ermitaños y lugar de culto.[17]
- Peñacerrada - Iglesia de Nuestra Señora de la Asunción 12Iglesia de Nuestra Señora de la Asunción. Edificio del siglo XIII. Destaca su portada más antigua, con un arco apuntado y arquivoltas ricamente decoradas con figuras humanas, animales y hojas estilizadas. La torre occidental, de planta cuadrada y tres cuerpos, se remata con una cúpula ovoidal y linterna cilíndrica.El interior presenta una bóveda de crucería con nervaduras estrelladas, con claves decoradas con San Andrés y una figura coronada. En el presbiterio se encuentra un retablo renacentista, mientras que las capillas albergan retablos barrocos y neoclásicos.[18]

### Patrimonio natural
- Sierra de Cantabria